# كارل كوينتانايلا
كارل كوينتانايلا (بالإنجليزية: Carl Quintanilla)‏ هو صحفي أمريكي، ولد في 10 سبتمبر 1970 في ميدلاند في الولايات المتحدة.

## وصلات خارجية
- كارل كوينتانايلا على موقع IMDb (الإنجليزية)
- كارل كوينتانايلا على موقع قاعدة بيانات الفيلم (الإنجليزية)